# EBU Circuit 1992/93
Der EBU Circuit 1992/1993 war die sechste Auflage dieser europäischen Turnierserie im Badminton.

## Die Wertungsturniere
| Nr. | Turnier                              | Austragungsort    |
| --- | ------------------------------------ | ----------------- |
| 1   | Wimbledon Open 1992                  | London            |
| 2   | Uppsala International 1992           | Uppsala           |
| 3   | Czechoslovakian International 1992   | Prag              |
| 4   | Hungarian International 1992         | Budapest          |
| 5   | Norwegian International 1992         | Sandefjord        |
| 6   | Welsh International 1992             | Cardiff           |
| 7   | Irish Open 1992                      | Dublin            |
| 8   | Portugal International 1993          | Lissabon          |
| 9   | La Chaux-de-Fonds International 1993 | La Chaux-de-Fonds |
| 11  | French Open 1993                     | Paris             |
| 11  | Polish International 1993            | Olsztyn           |
| 12  | Amor International 1993              | Groningen         |
| 13  | Austrian International 1993          | Pressbaum         |